# 曽我量深
曽我 量深（そが りょうじん、1875年（明治8年）9月5日 - 1971年（昭和46年）6月20日）は、日本の明治～昭和期に活躍した真宗大谷派僧侶、仏教思想家。真宗大谷派講師、大谷大学学長、同大学名誉教授。旧姓、富岡。法名、「無極院釋量深」。
伝統的な解釈のもとに継承されてきた仏教・真宗の教学・信仰を、幅広い視野と深い信念とによって受け止め直し、近代思想界・信仰界に開放した功績は顕著で、近代仏教思想史の展開上、大きな足跡を残した。

## 経歴
1875年9月5日、新潟県西蒲原郡味方村（現、新潟市南区味方）円徳寺に、富岡量導の三男として生まれる。1897年、新潟県南蒲原郡新潟村大字指出（現、見附市）の浄恩寺に入寺、曽我恵南の養子となり曽我姓となる。
1899年、真宗大学（現、大谷大学）本科を卒業。
1901年、真宗大学が東京府北豊島郡巣鴨村宮仲（現、東京都豊島区上池袋一丁目・宮仲公園付近）へ移転・開校するにともない、東京に移住する。初代学監（学長）には、清沢満之が就任する（～1902年）。
1903年3月、清沢満之が近角常観の留守宅にて主宰した私塾浩々洞に加入する。同年6月6日、清沢満之示寂。
1904年7月、真宗大学研究院を卒業し、同年9月に同大学の教授に就任する。1911年、真宗大学を京都に戻し、高倉大学寮と合併し、真宗大谷大学と改称することが決定する。（1913年、移転。）同年9月、同大学の京都移転に反対して辞任し、10月には郷里新潟に帰り研鑽を続けつつ、同郷の金子大栄と親交を深める。
1916年、金子大栄のあとを受けて、清沢満之が創刊した雑誌『精神界』の編集責任者として再び東京へ移住する。同年9月、東洋大学教授に就任する。1924年3月、東洋大学教授を辞任し、同年10月、再び郷里新潟に帰る。
1925年4月、大谷大学教授に再任、京都に移住する。1926年、「如来表現の範疇としての三心観」を講義する。『無量寿経』に説かれる法蔵菩薩と、唯識思想の阿頼耶識（第8識）とは本質的に同じであり、「本願の三心（至心・信楽・欲生）」と、「阿頼耶識の三相（自相・因相・果相）」とは同じものであると主張する。1927年、講義録『如来表現の範疇としての三心観』を著す。
1930年3月、『如来表現の範疇としての三心観』における主張が、異安心とされ問題となり、事実上追放の形で、同大学教授を辞任する。（しかし、その後も自説を堅持する。）同年9月、金子大栄らと共に左京区鹿ケ谷に興法学園を開設する。同学園にて、研鑽と講義を継続し、多くの論文を発表する。
1941年8月、真宗大谷派の最高の学階である「講師」に任ぜられる。同年11月、大谷大学教授に復職する。1942年7月11日～8月10日、東本願寺安居本講講者に任命され、『歎異抄』を講ずる。この講義録は、北原繁麿・松原祐善・安田理深・日野賢憬が筆録し、1947年に『歎異抄聴記』として出版される。
1949年、GHQの公職追放の指令により同大学教授を辞任するが、1951年には同大学名誉教授となる。
1955年11月～1956年1月、渡米する。
1959年、東本願寺侍薫寮々頭に就任する。1960年、東本願寺安居本講にて、『顕浄土真実信文類』を講ずる。この講義録は、1963年に『教行信証「信の巻」聴記』として出版される。
1961年8月、大谷大学学長に就任し、1965年8月、同大学学長に再任される。1967年8月、同大学学長を退任する。
1968年、東本願寺安居本講にて、『正信念仏偈』を講ずる。この講義録は、1969年に『正信念仏偈聴記』として出版される。
1970年10月、雑誌『中道』における差別表現の問題で、侍薫寮々頭を引責辞任する。
1971年6月20日、示寂。享年97（95歳没）。

## 受賞・栄典
- 1965年：勲三等瑞宝章を受章。

## 顕彰
出身地である旧味方村から名誉村民の称号が贈られている。新潟市南区味方には、同じく名誉村民の脳神経解剖学者の平澤興と、量深の2人を顕彰する「曽我・平澤記念館」が建てられている。

## 法語集
東本願寺高廊下掲示板に掲載された量深の法語。
- 選択本願の念仏とは 念仏申せば助かるということではない 念仏でなければ助からないということだ
- 自分がわからないから 信ずる信心がぐらつく
- われわれは知らなくても 仏に願いをかけられ 望みをかけられておる
- あるものをおそれ、ないものをほしがる、これが悪人の問題
- 相手を鬼と見る人は 自分もまた鬼である
- 仏様どこにおいでになりますか 南無阿弥陀仏と念ずる人の前においでになります
- 浄土は言葉の要らぬ世界である 人間の世界は言葉の必要な世界である 地獄は言葉の通じない世界である
- 往生の“生”は生まれるというほかに“生きる”という意味がある
- 人間は生死（しょうじ）の苦しみをのがれようとして、生死に苦しんでいる
- 如来は我なり されど我は如来に非ず 如来我となりて我を救いたもう

真宗大谷派三宝寺HPより転載
- 自分は正直なつもりであろうが、実はそんな人間が一番不正直な人間であろう
- われ如来を信ずが故に如来在しますなり
- 正しい信念というのものは、劣等感を捨てさせることができる

戦時下の言葉
- 弥陀の本願と天皇の本願と一致している

## 著書
- 『救済と自証』1922年
- 『地上の救主』1924年
- 『如来表現の範疇としての三心観』1927年
- 『本願の仏地』1933年
- 『本願の内観』1934年
- 『親鸞の仏教史観』1935年
- 『伝承と己証』1938年
- 『行信の道』1940年
- 『内観の法蔵』1941年
- 『真宗の眼目』1949年
- 『歎異抄聴記』東本願寺大谷出版協会、1947年
- 『暴風駛雨』1951年
- 『生産道の宗教』1954年
- 『分水嶺の本願』1954年
- 『象徴世界観』1956年
- 『信に死し願に生きよ』1961年
- 『法蔵菩薩』1963年
- 『我如来を信ずるが故に如来在（まし）ます也』1966年

### 論集
- 『曽我量深論集』全4巻、丁子屋書店、1921年 - 1941年。 - 第一巻「救済と自証」[2]／第二巻「地上の救主」[3]／第三巻「伝承と己証」[4]／第四巻「内観の法蔵」[5]

- 『曽我量深選集』全12巻、曽我量深選集刊行会 編、彌生書房、1970年 - 1972年[6][7][8][9][10][11][12][13][14][15][16][17][18]。
- 『曽我量深講義集』全15巻、行信の道編輯所 編、彌生書房、1977年 - 1990年。 - 第一巻「本願成就」[19]／第二巻「本願の国土」[20]／第三巻「大無量寿経講義」[21]／第四巻「教行信証内観」[22]／第五巻「荘厳の世界観」[23]／第六巻「現在に救われよ」[24]／第七巻「自信教人信」[25]／第八巻「法然と親鸞」[26]／第九巻「浄土の問題」[27]／第十巻「真宗再興の指標」[28]／第十一巻「愚禿親鸞」[29]／第十二巻「他力の大道」[30]／第十三巻「正信の道」[31]／第十四巻「仏陀のさとり」[32]／第十五巻「信心の智慧」[33]

※『曽我量深選集』全12巻と『曽我量深講義集』全15巻は、彌生書房から刊行されたが、後に大法輪閣からオンデマンド版が刊行される。

### 論文
- CiNii>曽我量深
- INBUDS>曽我量深